# Marlui Miranda

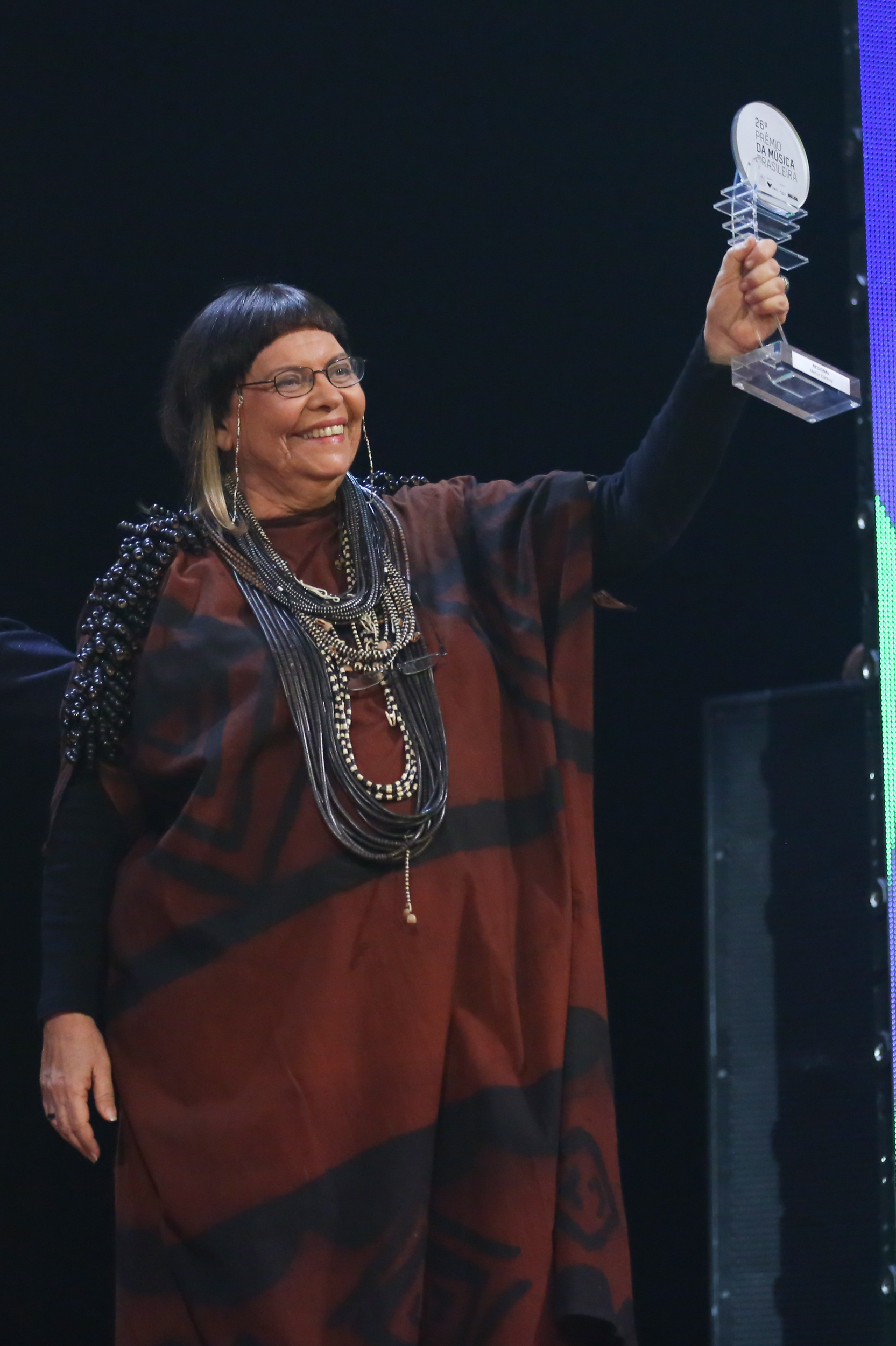
Marlui Nóbrega Miranda

Marlui Nóbrega Miranda (* 12. Oktober 1949 in Fortaleza) ist eine brasilianische Musikethnologin, Komponistin und Sängerin. Sie ist die Schwester der Schriftstellerin und Schauspielerin Ana Maria Nóbrega Miranda.

## Leben und Wirken
Marlui Miranda wuchs in Fortaleza, Rio de Janeiro und Brasília auf. Sie studierte Architektur an der Universidade de Brasília. 1968 gewann sie den ersten Preis beim Festival de Música Estudantil in Brasília als Interpretin und Komponistin. Danach nahm sie Unterricht in klassischer Gitarre bei Turíbio Santos, Jodacil Damasceno und Paulo Bellinati am Conservatório Villa-Lobos in Rio de Janeiro. 1974 brach sie diese Ausbildung ab, um die indigene brasilianische Musik im nördlichen Teil von Amazonien zu untersuchen. 
Seit 1979 legte sie unter eigenem Namen Alben vor, die teilweise diese Traditionen mit aufnehmen und (etwa auf Ihu - Todos Os Sons, gemeinsam mit Gilberto Gil, Uakti oder der Grupo Beijo) popularisieren. Außerdem produzierte sie das dokumentarische Album Amazon Rainforest Music (Sonoton) und erarbeitete mit Indios Adaptionen europäischer Opernmusik. Sie war auch für Hector Babencos Film Brincando Nos Campos do Senhor als Beraterin für indigene Musik tätig.
1998 war sie (mit Bugge Wesseltoft, Trilok Gurtu, Rodolfo Stroeter und Toninho Ferragutti) an den Aufnahmen für Gilberto Gils Album O Sol de Oslo beteiligt; auch ist sie auf Céline Rudolphs Album Metamorflores  und Milton Nascimentos Txai zu hören und tourte mit Jack DeJohnettes Ripple Effect durch Europa.

## Diskographische Hinweise
- Neuneneu (Humanity): Fragments of Indigenous Brazil (2006)
- 2 Ihu Kewere: Rezar (1997)
- Ihu - Todos Os Sons (1996)
- Rio Acima (1986)
- Revivência (1983)
- Olho D'água (1979, mit Egberto Gismonti)